# 陆宗达
陆宗达（1905年—1988年），字颖民（一作颖明），浙江慈溪人，中国文字训诂学家，师从语言文字学家黄侃及章太炎。

## 生平
1905年，陸宗達出生。1911年，去學館讀書，1914年，投考師大附小，1918年，考上順天中學堂。1922年，考入北大預科国文系，1924年，考入北京大學本科，1926年，參加中國共產黨，後來和黨失去聯繫。1928年春，和黃焯到南京跟隨黃侃學習，6月，毕业于北大。1947年，受任北京师范大学中文系教授、中国训诂学会名誉会长及北京市政协副主席。在北京师范大学任教期间，他于其文学院创立了新的学科-汉语言文字学。1962年，陆宗达受邀于北京大学为其第一届古文献专业学生讲课，陆宗达自七十年代起开始建立各个大学内训诂学课程体系，他参与了教材编写研讨会并担任了第一届训诂学会的会长，培养出王宁等弟子。而他个人的研究领域除训诂学外，另有汉语音韵学、说文学以及现代汉语语法。
最初他在黄侃的推荐下上任上海暨南大学讲师，后曾历任北京大学预科讲师、辅仁大学讲师、中国大学讲师、东北大学讲师、民国大学教授、北京师范大学教授、中国社会科学院语言研究所学术委员会委员、《中国语文》编委会委员、北京师范大学教授及博士生导师、中文系古代汉语教研室主任、汉字与中文信息处理研究所所长、国家社会科学研究基地民俗典籍文字研究中心主任、全国哲学与社会科学研究规划专家评审组成员、全国文科教学指导委员会中文专业委员、教育部高师面向21世纪教改指导委员会中文专业召集人、中国语言学会副会长等学术职务。

## 作品
- 《说文解字通论》，1981年北京出版社平装版出版，统一书号：9071-57；2015年中华书局精装版出版，ISBN：9787101109276[4]
- 《训诂方法论》，1983年中国社会科学出版社平装版出版，统一书号：9109-028[5]；2018年中华书局精装版出版，ISBN：9787101120547[6]
- 《训诂学的知识与应用》，1990年语文出版社平装版出版，ISBN：9787800060908；2018年中华书局精装版出版，ISBN：9787101128574[7]
- 《训诂简论》，2002年北京出版社平装版出版，ISBN：9787200044928[8]
- 《现代汉语语法》，2016年中华书局精装版出版，ISBN：9787101122138[9]

## 脚注
1. ↑  纪念文集（2005年）
2. ↑  《训诂方法论》2018年版·序言
3. ↑  .   [2018-05-10]. （原始内容存档于2018-04-29）.
4. ↑  .   [2018-05-10]. （原始内容存档于2019-07-13）.
5. ↑  .   [2018-05-10]. （原始内容存档于2019-07-13）.
6. ↑  .   [2018-05-10]. （原始内容存档于2018-04-29）.
7. ↑  .   [2018-05-10]. （原始内容存档于2019-07-13）.
8. ↑  .   [2018-05-10]. （原始内容存档于2020-09-29）.
9. ↑  .   [2018-05-10]. （原始内容存档于2019-07-13）.